# Quico Cadaval
Quico Cadaval, nascido em Ribeira em 1960, é um ator, diretor, adatador teatral e o impulsor do movimento de contacontos surdido na Galiza na década de noventa.

## Trajetória
Começou na interpretação teatral a fins da década de setenta no Centro Dramático Galego, para, a meados da década de oitenta, fundar a sua própria companhia, “O Moucho Clerc”. Trabalhou em diferentes produções da televisão da Galiza, assim como em curtas e longa-metragens. Continua a trabalhar no audiovisual como ator e como guionista. Foi professor de interpretação da edição portuguesa de Operação Triunfo em 2003.

## Trabalhos
- O rei nu (Edicións Talía, 1995). Em colaboração com Cándido Pazó.
- Matías, juez de línea (1995). Ator.
- Cabeza de boi (1996). Ator.
- Amor Serrano (1999). Ator.
- Apaga a luz (1999). Guionista.
- A rosa de pedra (1999). Ator.
- Entre bateas (2001). Ator.
- A miña sogra e mais eu (2004). Diretor.
- Máxima audiencia (2004). Ator.
- As dunas (2009). Direção do texto dramático de Manuel Lourenzo para o Centro Dramático Galego.
- Shakespeare para ignorantes. Direção e interpretação (junto a Mofa e Befa) de peça teatral.
- Un cranio furado (2010). Direção do texto dramático de Martin McDonagh.
- A ópera dos tres reás (2011). Direção da peça de Bertolt Brecht e Kurt Weill para o Centro Dramático Galego.
- Galicia Caníbal (2012) Direção.
- Románticos. Direção e interpretação (junto a Mofa e Befa) de peça teatral.